# Ålands landshøvding
Ålands landshövding er titlen for den finske stats repræsentant på Ålandsøerne. Embedet som landshøvding blev oprettet, da den finske regering i 1918 omdannede Ålands herred til Ålands len. 

## Leder af statens embedsvæsen
Fra selvstyrets indførelse i 1922 og frem til 2010 var landshøvdingen leder af lensstyrelsen (länsstyrelsen på Åland eller länsstyrelsen i landskapet Åland). 

## Andre opgaver
Landshøvdingen åbner langtinget på præsidentens vegne. Landshøvdingen er også formand for Ålandsdelegationen. 

## Eneste landshøvding i Finland
I 2010 blev de finske len afskaffede, og landshøvdingen blev leder af Statens ämbetsverk på Åland. På det finske fastland blev landshøvdingerne afløst af overdirektører. Herefter er landshøvdingen på Åland den eneste landshøvding i Finland. 

## Ålands landshøvdinger
- 1918: Hjalmar von Bondsdorff
- 1918-1922: William Isaksson
- 1922-1937: Wilhelm Fagerlund
- 1938: Torsten Rothberg
- 1938-1945: Ruben Österberg
- 1945-1953: Herman Koroleff
- 1954-1972: Tor Brenning
- 1972-1982: Martin Isaksson (tidligere lantråd, senere ambassadør i Island)
- 1982-1999: Henrik Gustafsson
- 1999-2023: Peter Lindbäck
- 2023-(2028): Marine Holm-Johansson